# High side
Pour l'émission de télévision, voir High Side (émission de télévision).

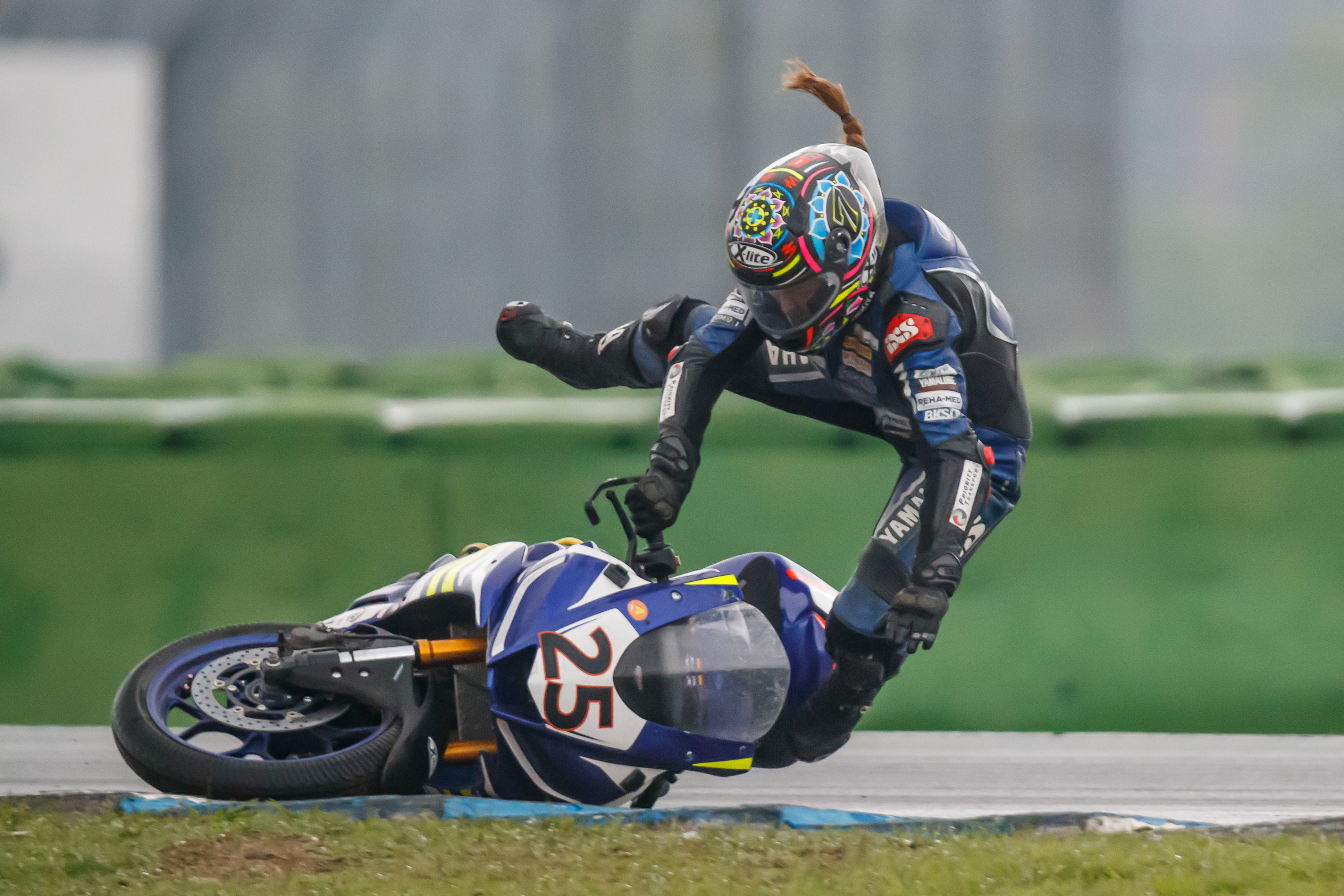
Finale du Hockenheimring : Alanis Eisnecker (GER, Allemagne) chute alors qu'elle était en tête.

Le high side est un type d'accident de moto. Il se produit en virage quand la moto est à la limite de son adhérence, avec une inclinaison maximum. Une remise des gaz un peu trop tôt ou trop importante entraîne un décrochage du pneu arrière qui sort de son cône d'adhérence. L'arrière de la moto est alors propulsé vers l'extérieur de la courbe par la force centrifuge tandis que l'avant continue sur sa trajectoire (situation de survirage). Cette situation entraîne une réaction instinctive du pilote : la coupure des gaz. Le pneu arrière reprend de l'adhérence, ce qui a pour effet de comprimer la suspension, la roue retrouve sa trajectoire d'origine puis la suspension se détend violemment, ce qui se traduit par l'éjection du pilote vers l'avant